# NEIL3
NEIL3‏ (Nei like DNA glycosylase 3) هوَ بروتين يُشَفر بواسطة جين NEIL3 في الإنسان.